# Andrew Bjurman
Emil Andreas (Andrew) Bjurman, född 4 april 1876 i Munktorps socken, död 17 maj 1943 i Alhambra i Kalifornien, var en svensk-amerikansk konstpedagog och skulptör.
Bjurman utvandrade till Amerika 1893 och fick sin konstnärliga utbildning vid Massachusetts Normal Art School i Boston. Eter utbildningen var han verksam som lärare i teckning och modellering vid olika skolor bland annat Franklin High School i Los Angeles 1916-1941 med avbrott för åren 1925-1929 då han var chef för modellavdelningen vid American Encaustic Co. i Los Angeles. Han har i olika material framställt porträttbyster över bland andra Jean Sibelius och Charles Lindbergh och blev uppmärksammad för sina skulpturer med indianporträtt. Han medverkade i samlingsutställningar i Panama-California Expo i San Diego där han tilldelades en bronsmedalj och i San Francisco Art Association 1916-1919, California Art Club 1916-1937, California Liberty Fair 1918 där han tilldelades utställningens andra pris, Sculptors Guild i Los Angeles 1922, Southwest Museum i Los Angeles 1923, där han fick ett hedersomnämnande, County Fair i Los Angeles 1924, Los Angeles County Museum of Art 1924 och 1927, Pacific Southwest Expo i Long Beach 1928 där han tilldelades en guldmedalj, Architects Building i Los Angeles samt utställningar i Europa. Bjurman avled under en operation.